# Татарські острови
Татарські острови — два острови у лівого берегу Дніпра у гирла річки Татарка неподалік від Норівки:
- Малий Татарський, або Татарчук — 100 сажень завдовжки, 25 сажень завширшки
- Великий Татарський, другий 306 сажень завдовжки, 97 сажень завширшки.

У реєстрі річок та островів 1697 року цих островів немає. Зате вони показані на планах Дніпра XVIII сторіччя.